# 野方ホープ
野方ホープ（のがたホープ）は、株式会社創龍（そうりゅう）が運営する日本のラーメンチェーン店。1988年に東京都中野区で創業。
名前の類似するラーメン店であるホープ軒やホープ軒本舗とは全くの別会社。

## 沿革
- 1988年 - 創業者・小栗冨美代が東京中野区・環状七号線沿いに野方ホープ 本店を出店。
- 1994年 - 新横浜ラーメン博物館 第一期出店店舗として出店。
- 1995年 - 原宿店開店。
- 1997年 - 荻窪店開店。
- 1998年 - 株式会社SORYUを設立。
- 2002年 - 目黒店開店。
- 2009年 - 吉祥寺店開店。
- 2012年 - 小栗冨美代が死去。息子の小栗栄行が代表取締役に就任。
- 2013年 - 高田馬場店開店。
- 2014年 - 川崎元住吉店開店。川崎にセントラルキッチンをオープン。
- 2015年 - 中野店開店。
- 2016年 - 中目黒店開店。
- 2018年 - 社名を株式会社創龍に変更、新ブランド 銀座 創龍開店。
- 2022年 - 小栗栄行が退任、上田弘之が代表取締役に就任。